# Planète B
Pour les articles homonymes, voir Planète (homonymie) et B.
Pour plus de détails, voir Fiche technique et Distribution.
Planète B est un film franco-belge réalisé par Aude Léa Rapin et sorti en 2024.
Il est présenté en avant-première au festival international du film fantastique de Catalogne 2024.

## Synopsis
Grenoble, 2039. Alors que la société et l’État s’effondrent, la jeunesse et notamment les activistes sont en ébullition. Mais une nuit, des militants disparaissent subitement après des manifestations. Après avoir tué un policier, une militante nommée Julia Bombarth se réveille dans un monde inconnu, la planète B. Elle se retrouve aux prises avec un univers carcéral inédit fait pour rééduquer la jeunesse,.

## Fiche technique
Sauf indication contraire, les informations mentionnées dans cette section peuvent être confirmées par les bases de données cinématographiques IMDb et Allociné,  présentes dans la section « Liens externes ».
- Titre original : Planète B
- Réalisation et scénario : Aude Léa Rapin
- Musique : Bertrand Bonello
- Décors : Julia Irribarria
- Direction artistique : Eve Martin
- Costumes : Frédérick Denis
- Photographie : Jeanne Lapoirie
- Montage : Gabrielle Stemmer
- Production : Ève Robin et Benoit Roland
- Sociétés de production : Les Films du Bal et Wrong Men ; coproduit par France 3 Cinéma et avec le soutien d'Auvergne-Rhône-Alpes Cinéma
- Sociétés de distribution : Le Pacte (France), Studiocanal (international)
- Pays de production :  France,  Belgique
- Langues originales : français, anglais
- Format : couleur
- Genre : science-fiction, thriller, dystopie
- Dates de sortie[3] :
  - Espagne : 11 octobre 2024 (festival du film fantastique de Catalogne)
  - France : 25 décembre 2024
- Classification :
  - Allemagne : FSK 16[4] (approuvé par les 16 ans et plus)
  - France : Tous publics avec avertissement[5]

## Distribution
- Adèle Exarchopoulos : Julia Bombarth
- Souheila Yacoub : Nour
- Eliane Umuhire : Hermès
- India Hair : Victoire
- Marc Barbé : Mileur
- Paul Beaurepaire : Eloi
- Léo Chalié : Wendy
- Théo Cholbi : Kylian
- Jonathan Couzinié : Gudane
- Luana Duchemin : colonel Rama
- Mikael Foisset : un activiste
- Amine Hamidou : Medhi
- Thierry Hancisse : Vano

## Production
En février 2023, il est annoncé qu'Aude Léa Rapin va diriger Adèle Exarchopoulos et Souheila Yacoub dans un film de science-fiction féminin tourné en langues française et anglaise.
Le tournage débute en mars 2023. D'un durée de 43 jours, il se déroule entre Saint-Raphaël, Grenoble, Lyon et l'Île-de-France.

## Sortie et accueil
Le film est présenté à la presse lors de la semaine internationale de la critique en marge de la Mostra de Venise 2024 le 29 août 2024. Il est ensuite projeté en avant-première le 11 octobre 2024  au festival international du film fantastique de Catalogne 2024.

### Accueil critique
En France, le site Allociné donne une moyenne de 2,6⁄5, d'après l'interprétation de 20 critiques de presse.

## Distinctions

### Nominations
- César 2025 : Meilleure révélation féminine pour Souheila Yacoub